# Джонатан Того
Джонатан Фредерик Того (на английски: Jonathan Frederick Togo) е американски актьор. Известен на широката аудитория като Райън Уолф в сериала От местопрестъплението: Маями

## Биография

### Детство
Джонатан Того е роден в Рокланд, щата Масачузетс. Майката на Того, Шейла е собственик на магазин, а баща му Майкъл е графичен дизайнер. Шейла Того е с италианско-ирландско потекло, а Майкъл е евреин.
Джонатан израства в Рокланд, където завършва гимназията през 1995. Интересен факт е, че в ученическите си години той е бил борец.

### Филмова Кариера
Того участва в голям брой филми. Най-голяма популярност му носи ролята му на Райън Уолф в сериала на CBS „От местопрестъплението: Маями“.

## Филмография
- От местопрестъплението: Маями (2004) като Райън Уолф
- Raccoon (2006)
- The Jury (2004, 1 епизод)
- Ed (2003, 1 епизод)
- Law & Order (2003, 1 епизод)
- Mystic River (2003)
- Judging Amy (2003, 1 епизод)
- Special Unit 2 (2001 – 2002, 12 епизода) като Джонатан
- Casted (2007)